# Westerstraat (Amsterdam)

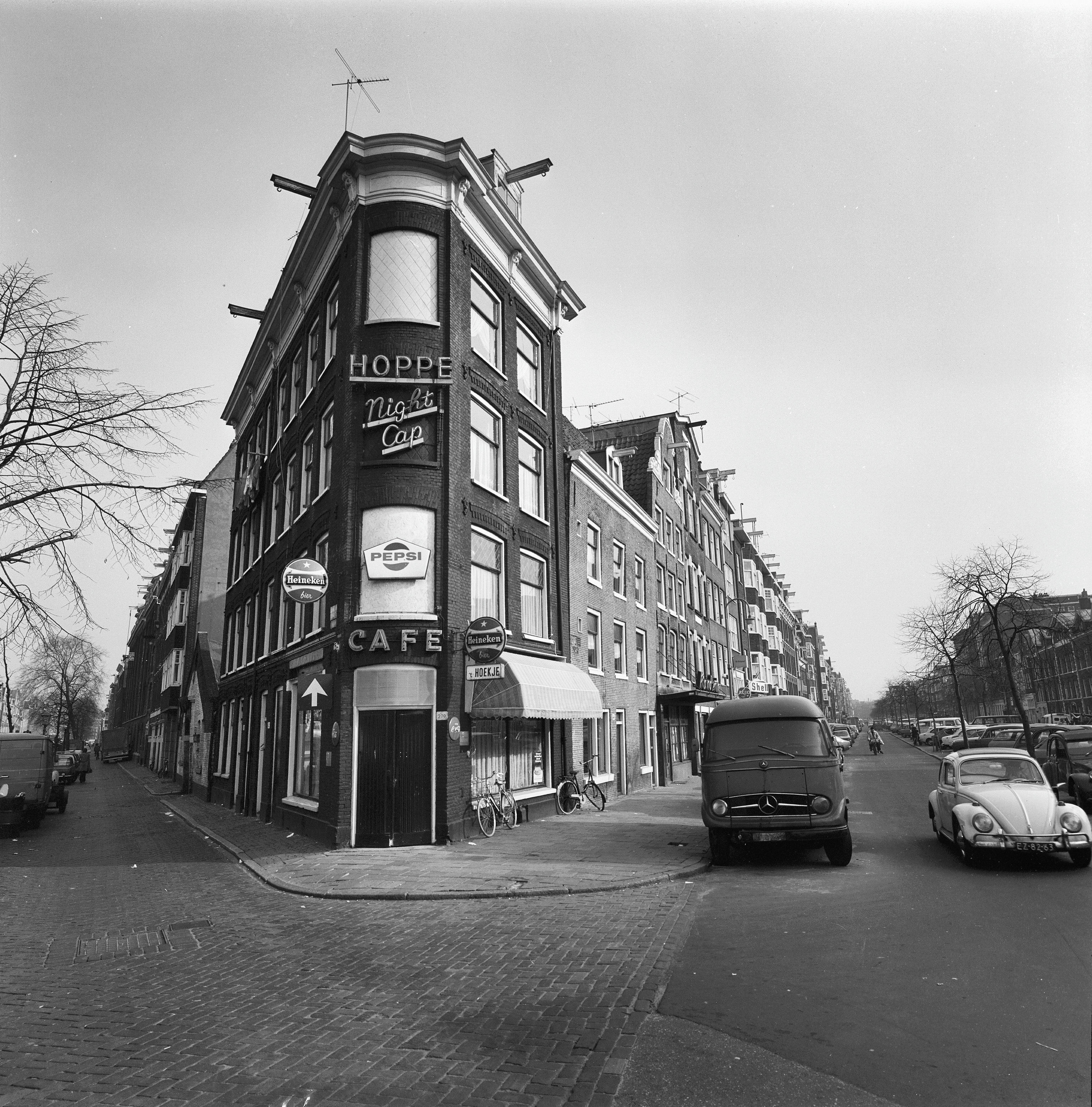
Westerstraat 270-268, hoek Lijnbaansgracht; 1974.

De Westerstraat is een straat (de gedempte Anjeliersgracht), die de verbinding vormt tussen de Noordermarkt en de Marnixstraat in de Amsterdamse wijk de Jordaan. In de Westerstraat vindt men, naast woonhuizen en een gevarieerd winkelaanbod, restaurants, cafés en terrassen.
De Anjeliersstraat loopt evenwijdig aan de Westerstraat (de voormalige Anjeliersgracht). De Eerste en Tweede Anjeliersdwarsstraat zijn zijstraten.
Op maandagmorgen wordt in de Westerstraat de Lapjesmarkt of Westerstraat-markt gehouden, niet te verwarren met het plein Westermarkt, waar geen markt wordt gehouden.

## Geschiedenis
De Anjeliersgracht is gegraven in de eerste helft van de 17e eeuw tijdens de grote stadsuitbreiding, die men de derde uitleg noemt. De gracht is bebouwd vanaf 1650. In 1861 is de Anjeliersgracht gedempt en draagt sindsdien om niet te achterhalen reden de naam Westerstraat, alhoewel de straat naar de Noordermarkt loopt, de naam Noorderstraat bestond namelijk al.
Van 7 april 1908 tot 25 juni 1908 reed de eerste proefbuslijn 14 door de straat. Tussen 7 november 1922 en 1 januari 1932 reed de toenmalige tramlijn 20 vanaf de Marnixstraat door de Westerstraat naar zijn eindpunt op de Noordermarkt behalve op maandag tot 20.30 uur als er markt was. De in 1922 aangelegde sporen zijn slechts 9 jaar gebruikt.

## Gebouwen
- Het sportcomplex/zwembad Het Marnix aan de Marnixstraat/Marnixplein grenst aan westelijk einde van de Westerstraat.
- Aan de Westerstraat 187 staat het Westerhuis. Dit, in 1868 door stadsarchitect Bastiaan de Greef ontworpen monumentale voormalige schoolgebouw werd in februari 2007 gekocht door Marcel Wanders en Aedes Real Estate. In het pand zijn sinds een grondige renovatie meerdere bedrijven gevestigd, waaronder de studio's van ontwerper Marcel Wanders.
- In een voormalig politiebureau aan de Westerstraat 106 is het Geelvinck Pianola Museum gevestigd.
- De Stichting Ontmoetingsruimte Ouderen Jordaan (SOOJ) organiseert activiteiten in buurtcentrum De Tichel. Men deelt het hoekpand Westerstraat 202/Tichelstraat 50 met de Amsterdamse Stichting Katholiek Onderwijs (ASKO).
- Het G. Perlee Draaiorgelmuseum, waarin ook de werkplaats is gevestigd van het oudste draaiorgelverhuurbedrijf van Nederland, ligt aan de Westerstraat 119. Een deel van de collectie orgels is ondergebracht bij het Nationaal Museum van Speelklok tot Pierement in Utrecht.
- Westerstraat 202, Amsterdam, een gebouw uit 1986 met gevelsteen uit 1770.
- Te midden van het huizenblok dat wordt begrensd door de Anjeliersstraat 308/382, de Lijnbaansgracht 63/65 en de Westerstraat 221/295 en 327/405 liggen de twee hofjes Concordia Noord (zie bijvoorbeeld Concordia Noordwest. De woningen zijn in de jaren 60 van de 19e eeuw gebouwd vanuit filantropisch motief. Initiatiefnemers waren bankier Christiaan Pieter van Eeghen en jurist Henrick S. van Lennep. Zij brachten in 1864 reeds gebouwde panden en aangekochte grond onder in de Bouwmaatschappij Concordia NV.
- De dependance van de Theo Thijssenschool Amsterdam ligt aan de Westerstraat 297.

Er liggen  23 rijksmonumenten in de Westerstraat en 9 gemeentelijke monumenten.

## Gangen
Op vele plaatsen in de Jordaan waren tussen de huizen gangen, de zogeheten sleuven, maar ook waren er gangen overbouwd. De gangen gaven toegang tot de achter de huizenrij gelegen bebouwde achtererven. Eind negentiende en begin twintigste eeuw woonden daar de minstbedeelden in verwaarloosde, vaak eeuwenoude, panden. Alleen al aan de Westerstraat lagen onder meer:
- de Graadboogsgang die toegang gaf tot de nummers 19-31
- de Wassendemaansgang voor de nrs. 39-43
- de Sterrengang voor de nrs. 147-151
- de Rozenmarijngang voor de nrs. 165-173
- de Bontekoegang voor nr. 20
- de Dolfijnengang voor de nrs. 68-56
- een gang voor de nrs. 78-84
- de Wittenpaardsgang voor de nrs. 112-116
- de Zandmansgang voor de nrs. 132-136
- de Regenboogsgang voor de nrs. 170-172
- de Engelschmansteeg voor de nrs. 182-194
- de Wereldsgang voor de nrs. 157-159
- de Pottenbakkersgang voor de nrs. 216-226

Deze gangen kregen na restauratie of nieuwbouw van aangrenzende panden meestal een andere bestemming.

### Pottenbakkersgang
De panden aan de Pottenbakkersgang (Westerstraat nrs. 216-226) zijn in 2002 gedemonteerd en verplaatst naar het Nederlands Openluchtmuseum te Arnhem. De zeventiende-eeuwse ambachtswoningen - de laatste die er in de Jordaan waren - maakten deel uit van een kenmerkend stelsel van gangen, panden en binnenterreinen. Aan het ensemble zou rijksmonumentstatus worden toegekend en omwonenden en erfgoedorganisaties hadden zich verzet tegen de sloop. 
Na herbouw zijn in het complex een Jordaancafé, een postagentschap en een Turkenpension ondergebracht. Het project werd gefinancierd door onder meer de Gemeente Amsterdam, de Bankgiroloterij, het VSB-fonds. Op 3 april 2012 verrichtte koningin Beatrix de opening. 

## Bekende bewoners
- Gerrit van Malsem, (1682-1733) porseleinschilder

## Afbeeldingen

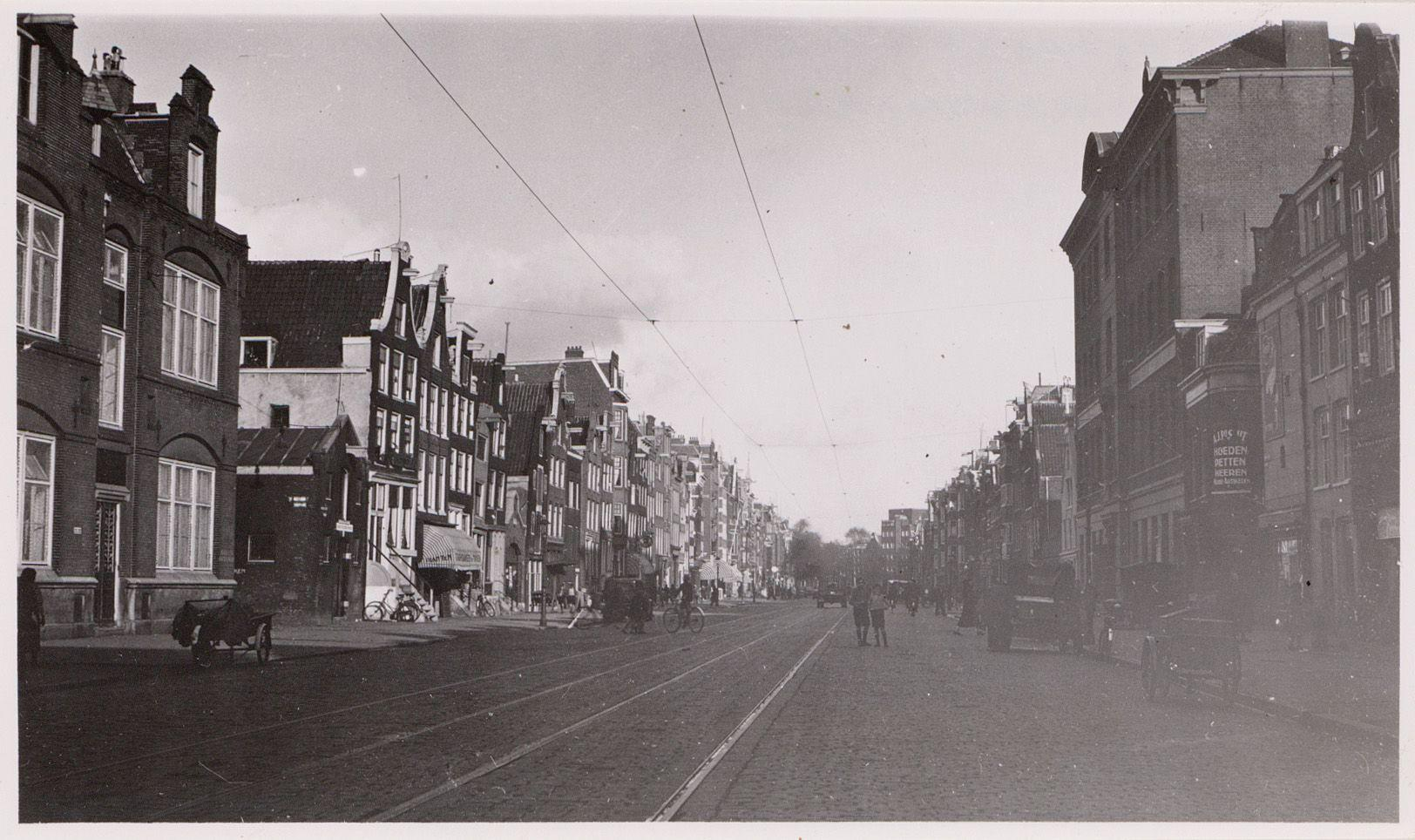
Westerstraat tussen 1922 en 1932 met trambaan lijn 20
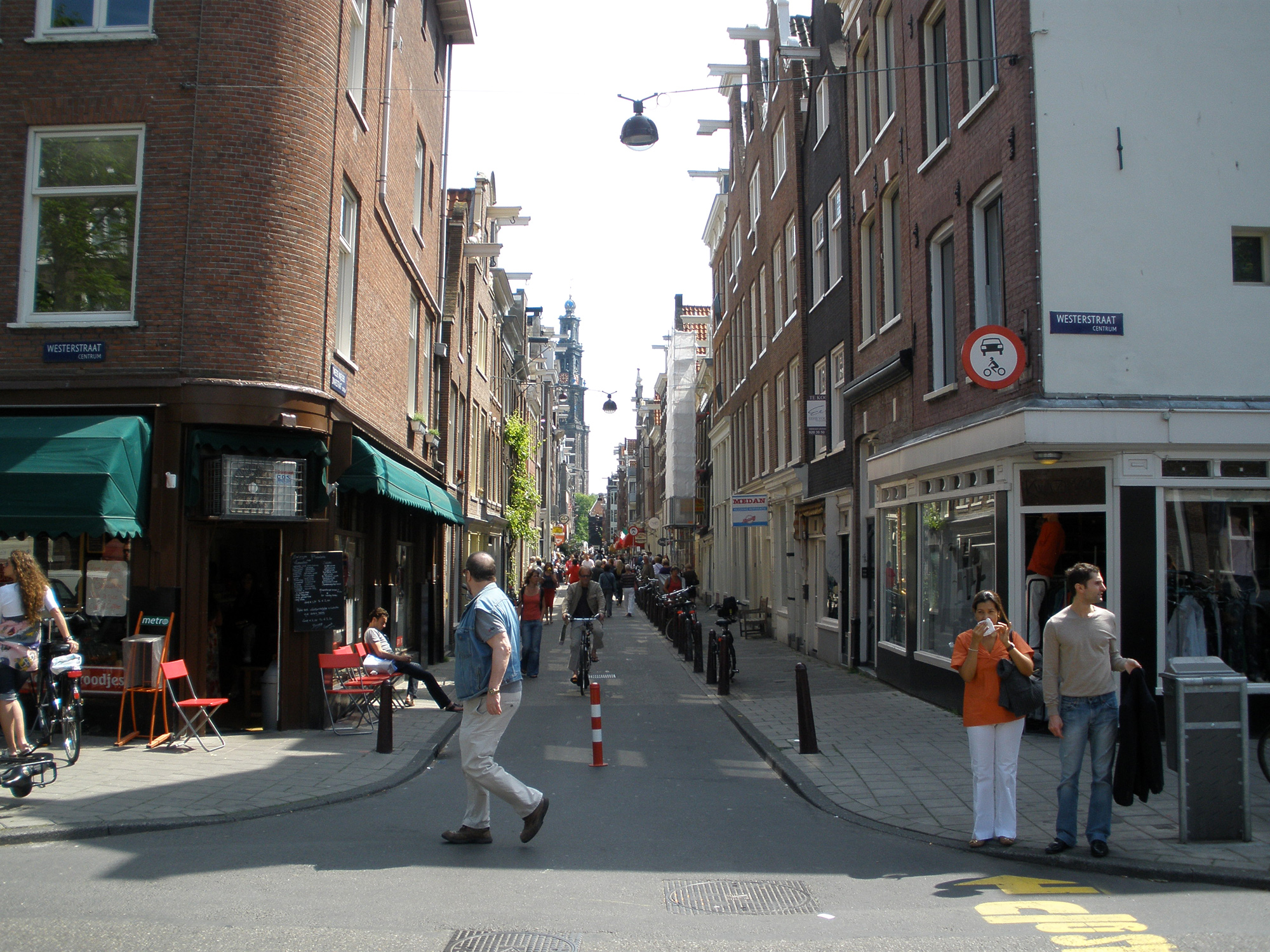
Westerstraat hoek Tweede Anjeliersdwarsstraat
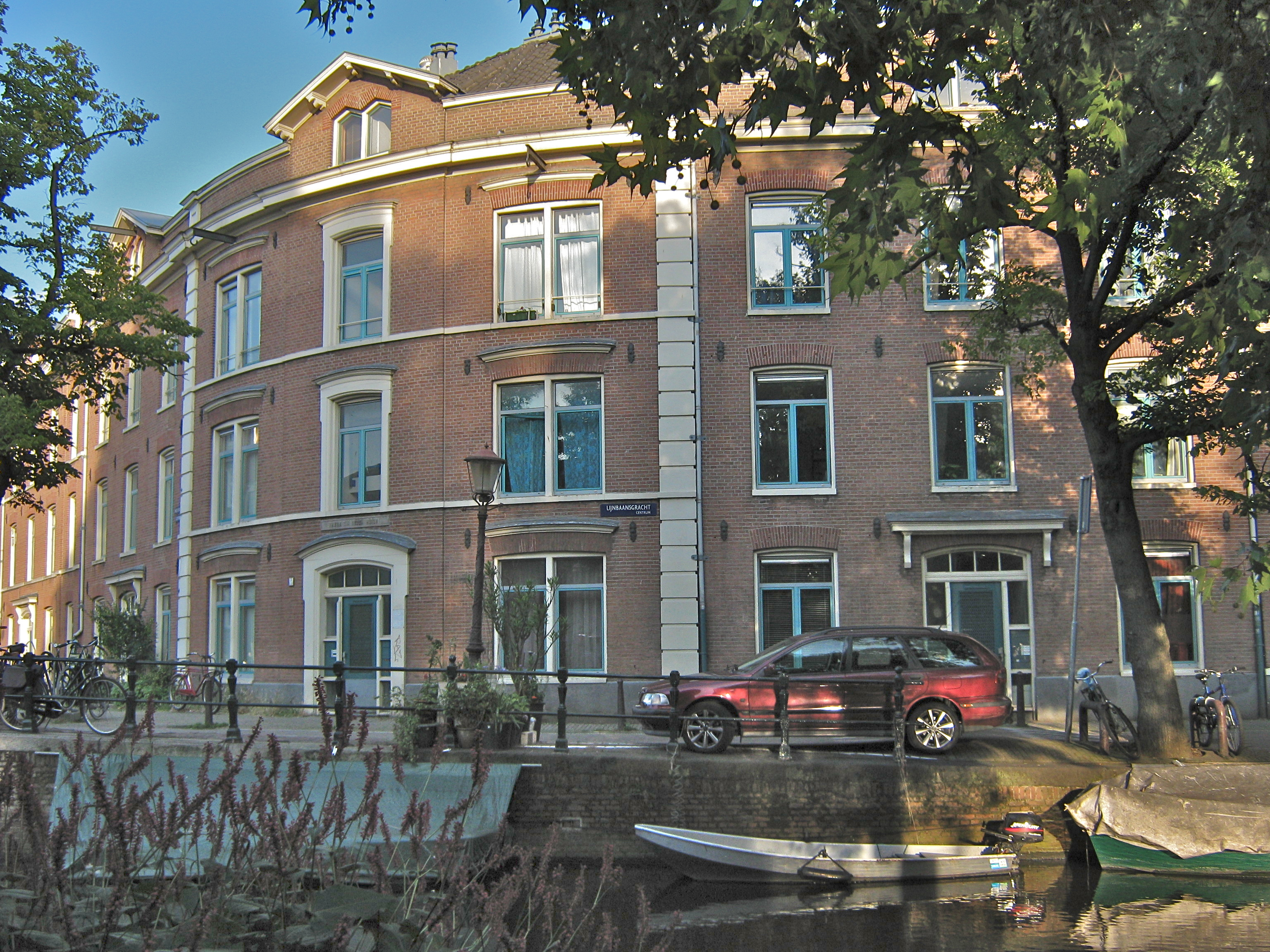
Westerstraat 327-405 / Lijnbaansgracht 63-65
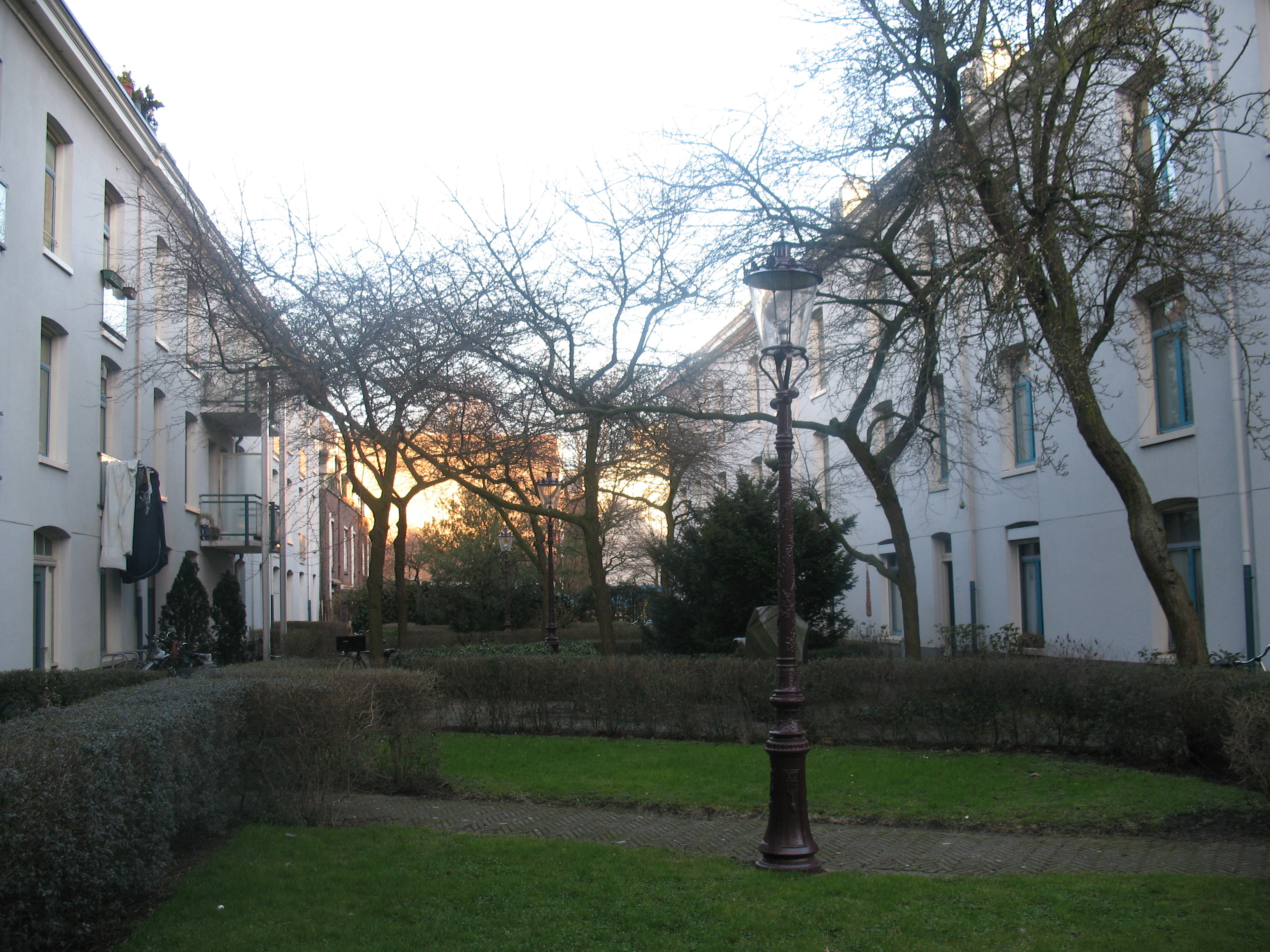
Concordiahof
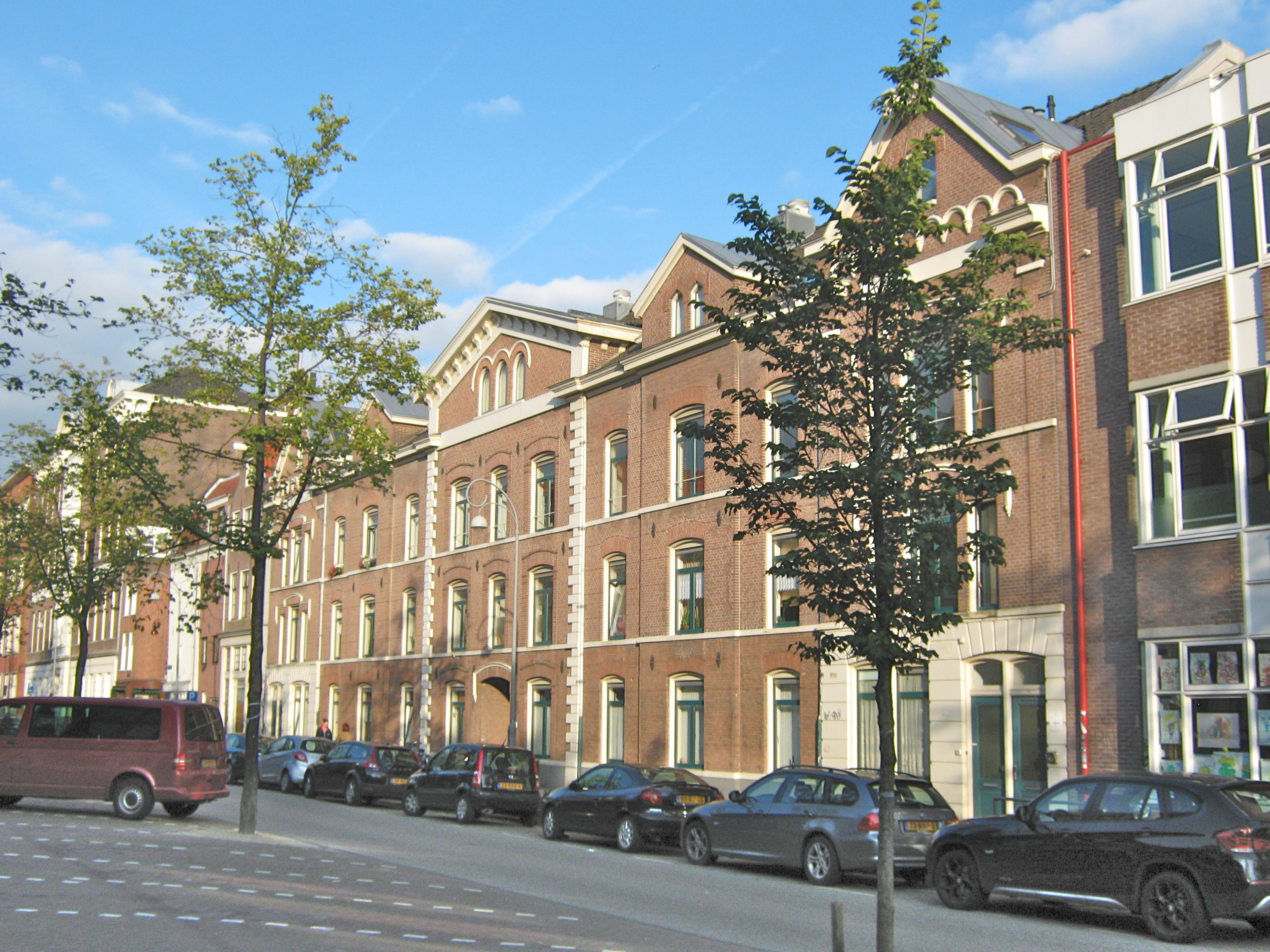
Westerstraat 215-295